# Benimmunterricht
Als Benimmunterricht wird die  pädagogische Vermittlung von „guten Umgangsformen“ an Kinder und Jugendliche im Rahmen des Schulunterrichts bezeichnet.
Worin dieses „gute Benehmen“ hierbei genau bestehen soll, ist zumeist nicht Thema der Debatte, ein Beispiel für eine konkrete Umsetzung ist das Bremer Unterrichtsfach Umgangsformen, Benehmen, Verhalten, welches dort ab Mitte 2003 versuchsweise an einer Schule unterrichtet wurde. Im Falle dieser Schule wurde zuvor von Seiten der Lehrkräfte ein sehr schlechtes soziales Klima bemängelt, welches sich durch den Unterricht gebessert haben soll.
Der deutsche Verband Bildung und Erziehung fordert statt eines Benimmunterrichts mehr Vorbilder sowohl im realen Umfeld etwa durch die Lehrer wie auch in den Medien.